# Santa María de los Ángeles, Chiapas
Santa María de los Ángeles är en ort i Mexiko.   Den ligger i kommunen Huitiupán och delstaten Chiapas, i den sydöstra delen av landet, 700 km öster om huvudstaden Mexico City. Santa María de los Ángeles ligger 1 125 meter över havet och antalet invånare är 223.
Terrängen runt Santa María de los Ángeles är kuperad åt sydväst, men åt nordost är den bergig. Santa María de los Ángeles ligger uppe på en höjd. Runt Santa María de los Ángeles är det ganska tätbefolkat, med 70 invånare per kvadratkilometer. Närmaste större samhälle är Simojovel de Allende, 15,7 km söder om Santa María de los Ángeles. I omgivningarna runt Santa María de los Ángeles växer i huvudsak städsegrön lövskog.